# Horodyschtsche (Lubny)
Horodyschtsche (ukrainisch Городище; russisch) ist ein Dorf im Norden der ukrainischen Oblast Poltawa mit etwa 500 Einwohnern (2001).

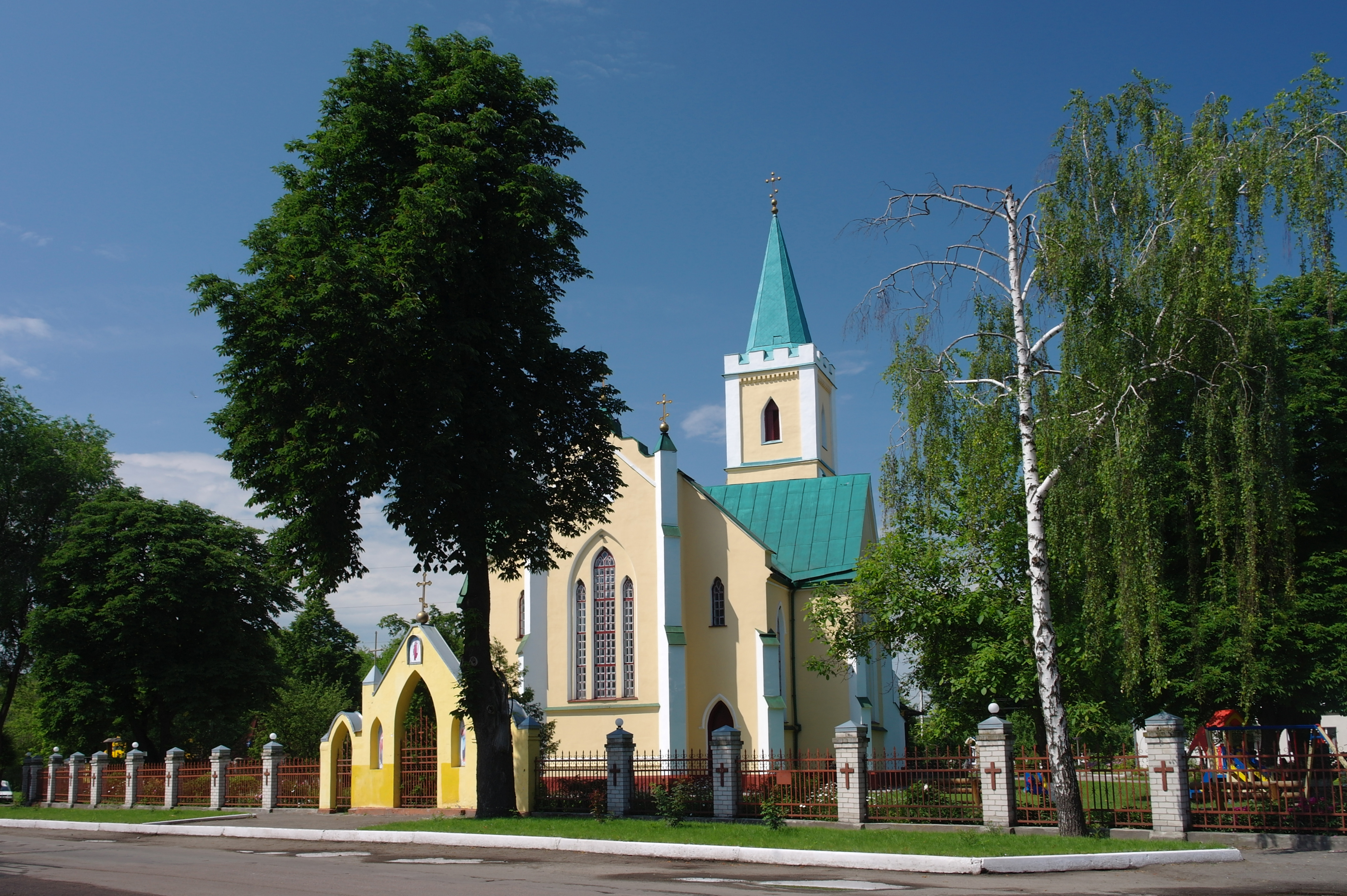
St.-Michael-Kirche in Horodyschtsche

Das mehr als 1100 Jahre alte Dorf liegt auf einer Höhe von 97 m an der Mündung der 59 km langen Mnoha (Многа) in den Udaj, 4 km südlich von Melechy, 17 km südöstlich vom ehemaligen Rajonzentrum Tschornuchy und 160 km nordwestlich vom Oblastzentrum Poltawa.
Durch das Dorf verläuft die Territorialstraße T–17–14.
Am 4. Juli 2018 wurde das Dorf ein Teil der neugegründeten Siedlungsgemeinde Tschornuchy, bis dahin war es Teil der Landratsgemeinde Melechy (Мелехівська сільська рада/Melechiwska silska rada) im Südosten des Rajons Tschornuchy.
Am 17. Juli 2020 kam es im Zuge einer großen Rajonsreform zum Anschluss des Rajonsgebietes an den Rajon Lubny.

## Ansichten

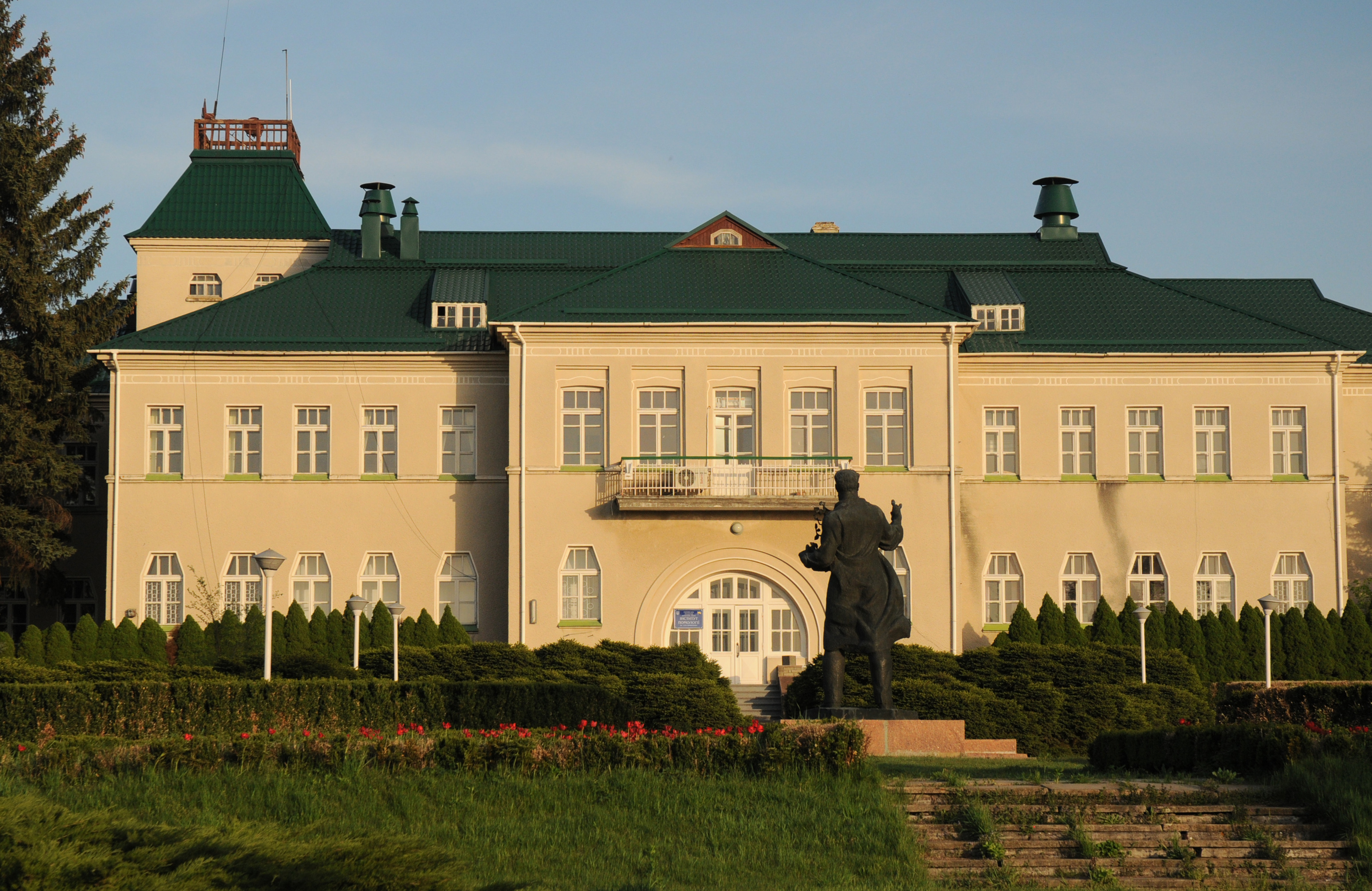
Denkmalgeschütztes Gebäude im Dorf
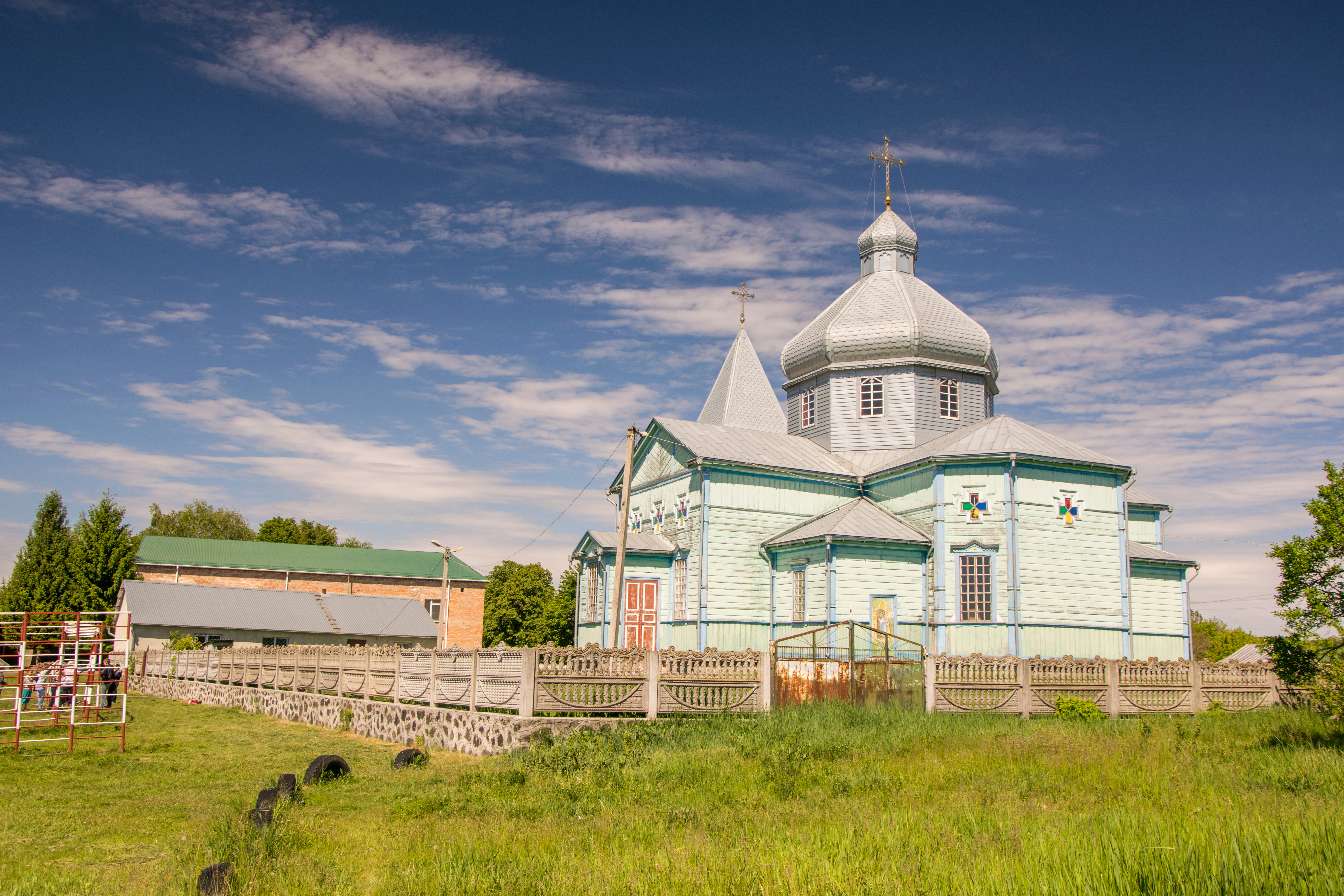
Die im August 2008 abgebrannte Holzkirche von 1864
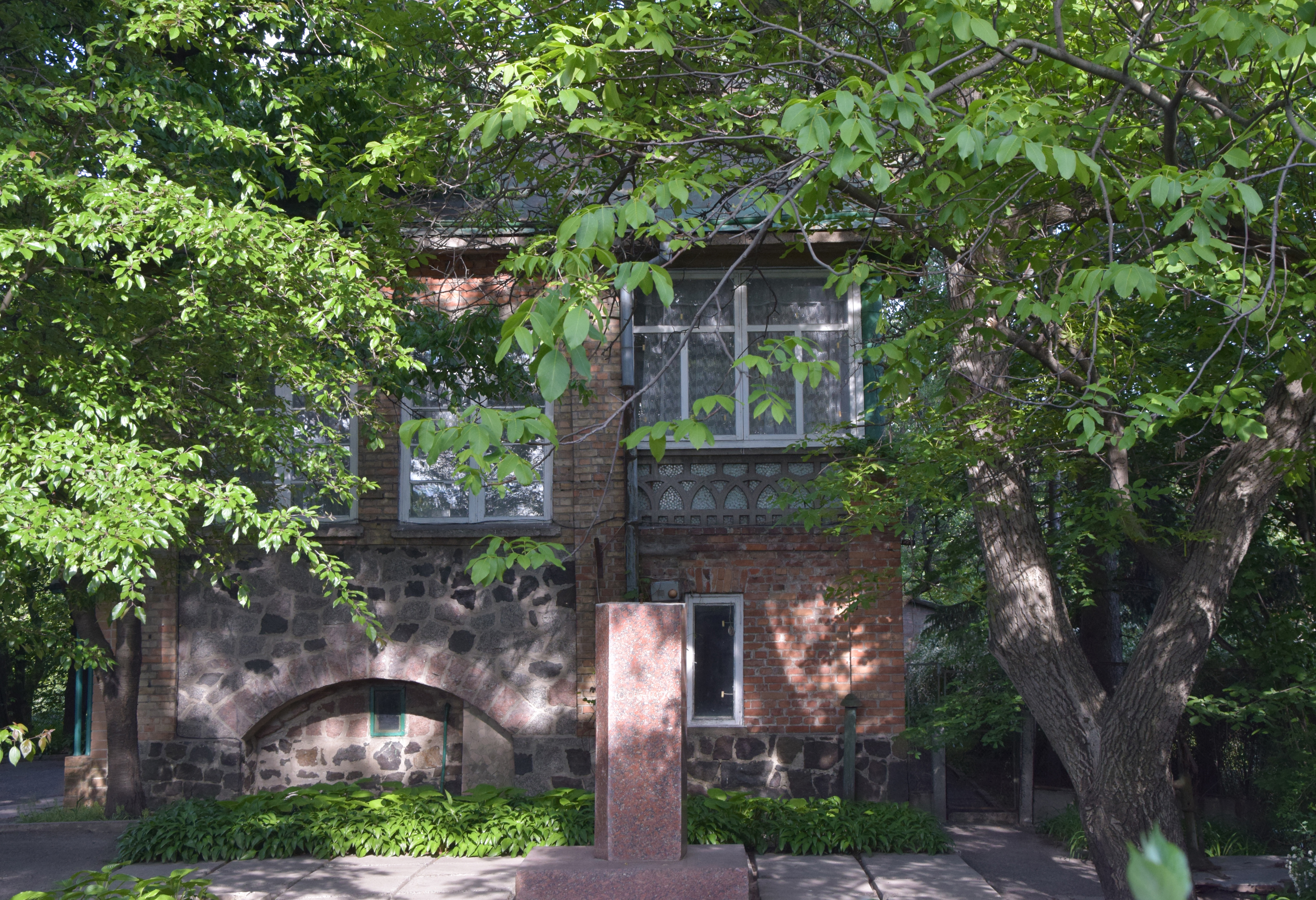
Denkmalgeschütztes Haus
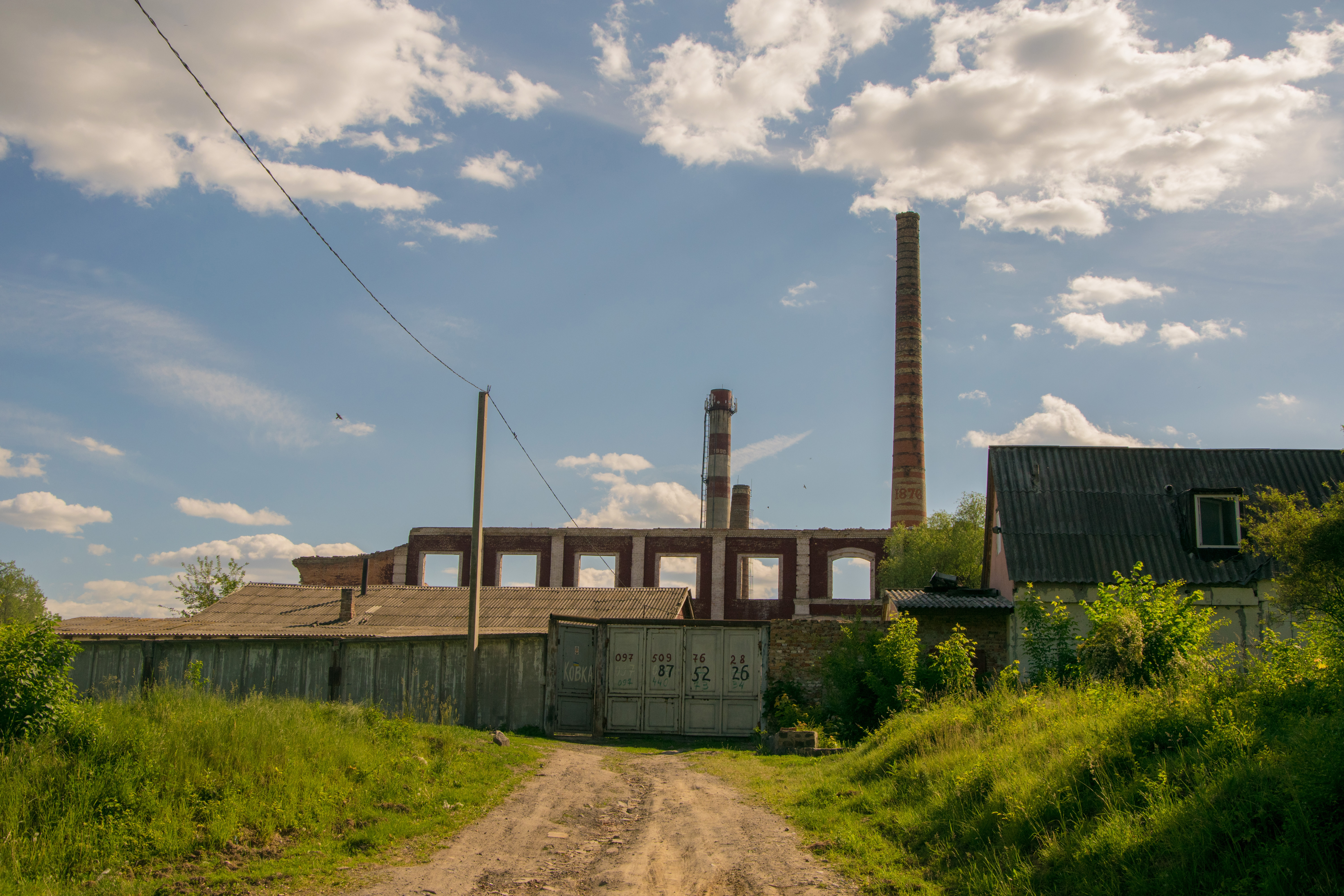
Zuckerfabrik-Ruine